# Ratoma
Ratoma é uma subprefeitura na Região de Conacri, na Guiné. É uma das cinco regiões em que se divide a capital do país.